# مقاطعة كرافين (كارولاينا الشمالية)
مقاطعة كرافين (بالإنجليزية: Craven County)‏ هي إحدى مقاطعات ولاية كارولاينا الشمالية في الولايات المتحدة الأمريكية. مركز المقاطعة أو مقعدها هي مدينة نيوبيرن. تأسست هذه المقاطعة سنة 1712.أصل هذه المقاطعة يأتي من: مقاطعة باث.

## أعلام
- سارة بوون